# Cotinusa furcifera
Cotinusa furcifera là một loài nhện trong họ Salticidae.
Loài này thuộc chi Cotinusa. Cotinusa furcifera được Ehrenfried Schenkel-Haas miêu tả năm 1953.